# Rivière Nicolet Centre
Pour les articles homonymes, voir Nicolet.
La rivière Nicolet Centre est un affluent de la rive ouest de la rivière Nicolet Sud-Ouest. Elle se déverse dans la municipalité de Wotton, dans la municipalité régionale de comté (MRC) de Les Sources, dans la région administrative de l'Estrie, au Québec, au Canada.

## Géographie
Les principaux bassins versants voisins de la rivière Nicolet Centre sont :
- Côté nord : rivière Nicolet Nord-Est, rivière Nicolet ;
- Côté est : rivière Nicolet, rivière au Canard, rivière Saint-François ;
- Côté sud rivière Madeleine, rivière Nicolet Sud-Ouest ;
- Côté ouest : rivière Nicolet Sud-Ouest.

La rivière Nicolet Centre prend sa source de plusieurs ruisseaux de montagnes situés au sud du chemin des Anglais dans la municipalité de Dudswell, à l'ouest du lac Louise, de la rivière Saint-François, du village de Weedon et au sud du Mont Ham. Cette zone est située entre deux montagnes dont les sommets sont de 445 m à l'ouest et 424 m à l'est. Elle traverse la municipalité de Saint-Camille et se déverse sur la rive droite de la rivière Nicolet Sud-Ouest dans la municipalité de Wotton, en amont de Les Trois Lacs, en amont du pont du 6e rang et en aval du pont de la route 255.

## Toponymie
Le toponyme Rivière Nicolet Centre a été officialisé le 5 décembre 1968 à la Commission de toponymie du Québec.